# Pussos São Pedro
Pussos São Pedro é uma freguesia portuguesa do município de Alvaiázere, com 41,18 km² de área e 1697 habitantes (censo de 2021). A sua densidade populacional é 41,2 hab./km².

## História
Foi constituída em 2013, no âmbito de uma reforma administrativa nacional, pela agregação das antigas freguesias de Pussos e Rego da Murta com sede em Cabaços.

## Demografia
A população registada nos censos foi:
| Distribuição da População por Grupos Etários | Distribuição da População por Grupos Etários | Distribuição da População por Grupos Etários | Distribuição da População por Grupos Etários | Distribuição da População por Grupos Etários |
| -------------------------------------------- | -------------------------------------------- | -------------------------------------------- | -------------------------------------------- | -------------------------------------------- |
| Ano                                          | 0-14 Anos                                    | 15-24 Anos                                   | 25-64 Anos                                   | > 65 Anos                                    |
| 2001                                         | 289                                          | 280                                          | 1083                                         | 623                                          |
| 2011                                         | 243                                          | 193                                          | 983                                          | 574                                          |
| 2021                                         | 148                                          | 160                                          | 823                                          | 566                                          |

À data da junção das freguesias, a população registada no censo anterior (2011) foi:
| Freguesia atual  | Freguesia atual  | Freguesia atual | Freguesias antigas | Freguesias antigas | Freguesias antigas |
| Freguesia        | População (2011) | Área (km²)      | Freguesia          | População (2011)   | Área (km²)         |
| ---------------- | ---------------- | --------------- | ------------------ | ------------------ | ------------------ |
| Pussos São Pedro | 1993             | 41,18           | Pussos             | 1139               | 23,91              |
| Pussos São Pedro | 1993             | 41,18           | Rego da Murta      | 854                | 17,27              |